# Varbitsa
Varbitsa (en búlgaro, Върбица) es una ciudad de Bulgaria situada en la provincia de Shumen. Tiene una población estimada, a mediados de septiembre de 2023, de 3856 habitantes.

## Demografía
|         | 2004 | 2005 | 2006 | 2007 | 2008 | 2009 | 2010 | 2011 | 2023 |
| Mujeres | 1878 | 1870 | 1868 | 1853 | 1853 | 1840 | 1822 | 1695 | n/d  |
| Varones | 1783 | 1757 | 1741 | 1738 | 1749 | 1745 | 1738 | 1632 | n/d  |
| Total   | 3661 | 3627 | 3609 | 3591 | 3602 | 3585 | 3560 | 3327 | 3856 |